# Madre de Dios
Madre de Dios (španělsky Río Madre de Dios [ˈmaðɾe ðe ðjos]IPA) je řeka v Jižní Americe. Protéká Peru a Bolívií. Je levým přítokem řeky Beni v povodí Amazonky. Je 1 450 km dlouhá. Povodí má rozlohu 110 000 km².

## Průběh toku
Pramení v Andách (Cordillera de Carabaya) na jihovýchodě Peru, převážná část toku se ale nachází na území Bolívie. Při ústí do Beni je široká 1400 m.

## Vodní režim
Velký průtok má od prosince do května.

## Využití
Vodní doprava pro nevelké lodě je možná do vzdálenosti 1000 km od ústí.